# David Göler von Ravensburg

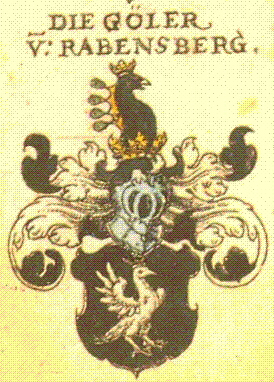
Wappen der Göler von Ravensburg

David Göler von Ravensburg (* 1463; † 20. März 1539) war ein adeliger Domherr im Domkapitel Speyer.

## Herkunft und Familie
Er entstammte dem alten Adelsgeschlecht der Göler von Ravensburg und war der Sohn des kurpfälzischen Vogtes in Bretten, Georg I. Göler von Ravensburg (1440–1502), sowie dessen Gattin Anna geb. Kalb von Reinheim. David hatte noch drei Brüder und vier Schwestern. Die Brüder Wolff II. (1460–1527) und Georg II. (1465–1558) wählten ebenfalls den geistlichen Stand. Die Schwester Scholastika (1466–1533) wurde Äbtissin des Klosters Frauenalb, die Schwester Barbara († 1535) Äbtissin des Klosters Rosenthal in der Pfalz. Der weltliche Bruder Bernhard I. Göler von Ravensburg (1480–1554) wirkte zwar als Berater des Speyerer Bischofs Georg von der Pfalz, schloss sich jedoch später der Reformation an. Der Großvater Martin Göler von Ravensburg war ursprünglich Domherr in Speyer, wurde aber als letzter männlicher Spross seiner Familie durch Papst Eugen IV. vom geistlichen Amt entbunden.

## Leben
David Göler von Ravensburg erscheint bereits 1498 als Speyerer Domherr. Am 6. Oktober 1517 erhielt er das Amt des dortigen Domscholasters. Zum 1. Oktober 1530 wurde er Propst des Allerheiligenstiftes Speyer, am 11. Juni 1531 leistete er den Eid als Archidiakon des Bistums. Mit Datum vom 11. Oktober 1532 verzichtete er wegen der neuen Ämter auf die bisher innegehabte Würde der Propstei des  Ritterstiftes Odenheim an der Liebfrauenkirche Bruchsal. 1530 war er einer der Beauftragten des Bischofs Philipp von Flersheim, die mit der Stadtverwaltung Speyer über den feierlichen Einritt des Oberhirten verhandelten.
Wegen eines Podagraleidens legte Göler von Ravensburg sein Scholasteramt am 26. Februar 1537 nieder und bat stattdessen um Übertragung der Domkantorei, was ihm gewährt wurde. Der Kleriker residierte im sogenannten Schlegelhof, den nach ihm sein Bruder Georg erhielt und dessen Ruine 1700 der Domherr Hermann Lothar von Auwach für sein Palais erwarb. Heute befindet sich dort das Zentralarchiv der Evangelischen Kirche der Pfalz.
David Göler von Ravensburg war auch Kanoniker am Stift St. Viktor vor Mainz. Diese Pfründe überließ er noch zu Lebzeiten dem Bruder Georg. Nach seinem Tod wurde er im (nicht mehr existenten) Kreuzgang des Speyerer Domes bestattet.
Sein Nachfolger als Domkantor und Propst des Allerheiligenstiftes wurde 1539 Otto von Waldburg (1514–1573), der später bis zum Kardinal aufstieg.
Albrecht V. Göler von Ravensburg († 1503) war sein Onkel.